# Kaspaza-9
Kaspaza-9 (EC 3.4.22.62, CASP-9, ICE-slična apoptotička proteaza 6, ICE-LAP6, apoptotička proteaza Mch-6, apoptotičko proteazni aktivirajući faktor 3, APAF-3) je enzim. Ovaj enzim katalizuje sledeću hemijsku reakciju
Neophodno je prisustvo Asp ostatka u P1 poziciji i preferentno je His u poziciji P2. Preferentno dolazi do razlaganja sekvence Leu-Gly-His-Asp-Xaa
Kaspaza-9 je efektor/izvršilac kaspaze, kao što su i kaspaza-2 (EC 3.4.22.55), kaspaza-8 (EC 3.4.22.61) i kaspaza-10 (EC 3.4.22.63).

## Spoljašnje veze
- Caspase-9 на 